# جواد باشا
جواد باشا أو أحمد شقير باشا ( 1851 - 1900)، قائد تركي ومؤلف، ولد بدمشق، تلقى علومه في بورصة، ثم في المدرسة العسكرية بالأستانة، اشترك في عدة معارك ضد الصرب وروسيا واليونان، عين والياً على جزيرة كريت، أصبح صدراً أعظم 1891، اعتزل الحكم بعد عامين، وعاد إلى خدمة الجيش، ألف تاريخاً عسكرياً لتركيا.